# Gerhard Debbrecht
Gerhard Debbrecht (* 19. April 1935 in Bremen; † 29. März 2023 in Haselünne) war ein deutscher katholischer Priester und Autor religiöser Schriften.

## Werdegang
Debbrecht wurde 1965 in Osnabrück zum Priester geweiht. Er war Religionslehrer und Schulseelsorger am Windthorst-Gymnasium Meppen sowie von 1985 bis 2009 Pfarrer von St. Marien in Meppen-Hemsen.

## Schriften
- Audio-visuelle Medien im Religionsunterricht. Düsseldorf: Patmos, 1973. 91 Seiten.
- Messe – für mich? Antworten auf Fragen junger Menschen. Freiburg im Breisgau, Basel, Wien: Herder, 1. Auflage 1982, 13. Auflage 1995. 96 Seiten.
  - Übersetzung ins Italienische: Perché la Messa? Cinisello Balsamo: Edizioni Paoline, 1. Auflage 1986, 2. Auflage 1987. 92 Seiten.
  - Übersetzung ins Ungarische: Mit kezdjek a misével? Eisenstadt: Prugg, 1988. 62 Seiten.
  - Übersetzung ins Spanische: La misa y los jovenes. Madrid: San Pablo, 3. Auflage 1994. 134 Seiten.
- Bibel – für mich? Antworten auf Fragen junger Menschen. Freiburg im Breisgau, Basel, Wien: Herder, 1. Auflage 1984, 6. Auflage 1992. 108 Seiten.
  - Übersetzung ins Italienische: Perche la Bibbia? Cinisello Balsamo: Edizioni Paoline, 1. Auflage 1986, 2. Auflage 1987. 87 Seiten.
  - Übersetzung ins Spanische: La Biblia y los jóvenes. Madrid: San Pablo, 3. Auflage 1995. 132 Seiten.
- Eine Brücke zu uns. Eucharistiefeiern mit Jugendlichen. Freiburg im Breisgau, Basel, Wien: Herder, 1984. 95 Seiten.
- Beichte – für mich? Antworten auf Fragen junger Menschen. Freiburg im Breisgau, Basel, Wien: Herder, 1. Auflage 1987, 3. Auflage 1991. 96 Seiten.
  - Übersetzung ins Italienische: Confessarsi, perché? Cinisello Balsamo: Edizioni Paoline, 1989. 87 Seiten.
  - Übersetzung ins Portugiesische: Tem sentido a confissão? São Paulo: Ed. Paulinas, 1990. 108 Seiten.
- mit Anton Hellmann: Wer fragt, gewinnt. Das große Ministranten-Quizbuch. Freibergurg, Basel, Wien: Herder, 1990. 125 Seiten.
- Die Pfarrgemeinde lebt – mit und ohne Priester. Erfahrungen und Konsequenzen im Umbruch der Kirche. Münster: Aschendorff, 1. Auflage 2003, 2. Auflage 2004. 206 Seiten.